# Sigrid Jacobeit
Sigrid Jacobeit  (geb. Dorow am 29. Januar 1940 in Johannismühle bei Baruth/Mark) ist eine deutsche Ethnographin/Ethnologin und Agrarwissenschaftlerin. Sie war von 1992 bis 2005 Leiterin der Mahn- und Gedenkstätte Ravensbrück der Stiftung Brandenburgische Gedenkstätten.

## Leben und Forschung
Nach dem Abitur 1958 in Luckenwalde begann Sigrid Jacobeit ein Studium der Landwirtschaft an der Humboldt-Universität in Ost-Berlin (1959–1965). Jacobeit übernahm 1971 die Leitung des Heimatmuseums Museum der agraren Produktivkräfte in Wandlitz von Walter Blankenburg, welches sie bis 1980 leitete. Parallel dazu absolvierte sie an der Humboldt-Universität ein Fernstudium der Ethnographie/Geschichte(1971–1975). 1979 promovierte sie zu Arbeits- und Lebensbedingungen der Klein- und Mittel-Bäuerinnen in der Nazizeit. Nach einer Tätigkeit als freischaffende Autorin von 1980 bis 1985 lehrte sie von 1986 bis 1991 als Wissenschaftliche Assistentin und Oberassistentin am Institut für Ethnographie an der Humboldt-Universität. 1990 habilitierte sie sich zum Dr. sc. phil. an der Humboldt-Universität. Der Titel ihrer Dissertation lautet: Die Grundbedürfnisse Ernährung und Kleidung im Alltag des deutschen Volkes zwischen 1800 und 1945.
Nach dem Fall der Mauer änderte sich der Universitätsbetrieb grundlegend. Dies führte zu Neubesetzungen der Lehrstühle und beendete ihre Lehrtätigkeit an der Universität. Ab 1991 erhielt sie Lehraufträge an der Technischen Universität Berlin und Freien Universität Berlin. Weitere Lehrveranstaltungen hielt sie an den Universitäten in Luxemburg, Jena, Nowosibirsk, Zürich und Dortmund. Sie hält zahlreiche Vorlesungen und Interviews im In- und außereuropäischen Ausland sowie in den USA. 2002 wurde sie von der Humboldt-Universität zur Honorarprofessorin ernannt und setzt bis heute ihre wissenschaftliche Arbeit fort.
In Zusammenarbeit mit ihrem Mann, dem Chronisten, Historiker und Ethnologen Wolfgang Jacobeit, verfasste und veröffentlichte sie zwischen 1986 und 1995 drei Bände der Illustrierten Alltagsgeschichte des deutschen Volkes, ein autobiografisches Werk über Wolfgang Stegemann sowie weitere Werke. Sie recherchierte zur allgemeinen Frauengeschichte, erstellte Biografien zu Frauen im Widerstand vor und während des Nationalsozialismus und verfasste eine Studie über die Osram-Arbeiterinnen in der Kriegsproduktion des Zweiten Weltkriegs. 1987 erschien mit Liselotte Thomas-Heinrich ihr gemeinsames Werk Kreuzweg Ravensbrück – Lebensbilder antifaschistischer Widerstandskämpferinnen.
Jacobeit begründete mit die Interdisziplinäre Frauenforschungsgruppe Mahn- und Gedenkstätte Ravensbrück – FU Berlin (IFFG), welche 1997 mit dem Margherita-von-Brentano-Preis ausgezeichnet wurde. Die IFFG hat durch enge Zusammenarbeit der Mahn- und Gedenkstätte Ravensbrück und der Freien Universität Berlin wichtige Voraussetzungen für Forschung und Lehre über das Frauen-Konzentrationslager Ravensbrück in unterschiedlichen wissenschaftlichen Bereichen geschaffen. Zum Zeitpunkt der Preisverleihung waren Birgit Bosold, Elisabeth Böhmer, Insa Eschebach, Ursula Fuhrich-Grubert, Johanna Kootz, Irmela von der Lühe und Claudia Ulbrich Bestandteil dieser Gruppe. 1997 wurde das Forschungsvorhaben der IFFG Victims and survivors. Jewish Women Prisoners in Ravensbrück Concentration Camp during and after World War II vorgestellt. Bis Dezember 1999 wurde dieses Projekt in Kooperation mit der Universität Tel Aviv durchgeführt.
Sigrid Jacobeit ist Gründungsmitglied und ehemalige Vorsitzende der Sektion Volkskunde der Gesellschaft für Ethnographie e. V. . 2007 gründete sie zusammen mit Henry Tesch mit der Unterstützung von Eike Benzin, Lehrerin am Carolinum und Ulrich Meßner, Direktor des Müritz Nationalpark die International Summerschool am Gymnasium Carolinum in Neustrelitz.

### Mahn- und Gedenkstätte Ravensbrück
Sigrid Jacobeit übernahm im Dezember 1992 das Amt als Leiterin der Mahn- und Gedenkstätte Ravensbrück, des größten Frauen-Konzentrationslagers auf deutschem Reichsgebiet zwischen 1939 und 1945. Zuvor war sie von 1991 bis 1992 stellvertretende Direktorin des Museums der Arbeit in Hamburg. Jacobeit ermöglichte die Neuorientierung und umfangreiche Umgestaltung der Mahn- und Gedenkstätte in Zusammenarbeit mit den Verantwortlichen des Landes Brandenburg. Sie war auch Mitglied im Internationalen Ravensbrück-Komitee. Es gelang ihr, persönliche Verbindungen zu Überlebenden des Frauen-, Männer- und Jugend-Konzentrationslagers Ravensbrück aus zahlreichen europäischen Ländern hinaus international aufzubauen und in intensivem Gedankenaustausch deren Vorstellungen zur Neugestaltung und weiteren Entwicklung der Mahn- und Gedenkstätte zu erfahren. Ende Mai 2005 trat Jacobeit in den Ruhestand. Ihre Nachfolgerin als Leiterin der Mahn- und Gedenkstätte Ravensbrück war Insa Eschebach.
Die Sommer-Universität Ravensbrück wurde im Jahr 2005 von Sigrid Jacobeit und dem Historiker Stefan Hördler mit Unterstützung der damals amtierenden brandenburgischen Ministerin für Wissenschaft, Forschung und Kultur, Johanna Wanka, gemeinsam ins Leben gerufen. Die Sommer-Universität fand 2005 zum ersten Mal statt und wurde von Insa Eschebach zur Europäischen Sommer-Universität entwickelt.

## Auszeichnungen
- 1975: Sozialistisches Studentenkollektiv
- 1975: Aktivist der sozialistischen Arbeit
- 1980: Aktivist der sozialistischen Arbeit
- 1987: Wissenschaftliche Höchstleistung der Humboldt-Universität Berlin, zusammen mit Wolfgang Jacobeit
- 1997: Margherita-von-Brentano-Preis für die Arbeit der Interdisziplinären Frauenforschungsgruppe Mahn- und Gedenkstätte Ravensbrück – FU Berlin (IFFG)

## Ausstellungen (Auswahl)
- 1975: Vom Ich zum Wir. 30 Jahre Bodenreform 1945–1975. Museum der agraren Produktivkräfte Wandlitz
- 2014: GUTER STOFF. Kleidung im DDR-Alltag. Humboldt-Universität Berlin
- 2018: BRENNENDER STOFF. Deutsche Mode jüdischer Konfektionäre vom Hausvogteiplatz. Bundesministerium für Justiz und Verbraucherschutz und Humboldt-Universität Berlin
- 2021: Die Fürstenberger Schleuse – ein Neubau vor 11 Jahren. Mit ausgewählten Fotos von Wolfgang Stegemann. Stadtpark Fürstenberg

Mahn- und Gedenkstätte Ravensbrück
- 1959–1999: Die Sprache des Gedenkens. Zur Geschichte der Mahn- und Gedenkstätte Ravensbrück.
- 1988: Sonder-Ausstellung: Kreuzweg Ravensbrück …
- 1993–2011: Haupt-Ausstellung: Ravensbrück. Topographie und Geschichte des Frauen-KZ.
- 1993–2011: Haupt-Ausstellung: Ravensbrückerinnen.
- 1995: „Ich grüße Euch als freier Mensch“. Zum 50. Jahrestages der Befreiung.
- 2004/2020: Haupt-Ausstellung: Im Gefolge der SS. Aufseherinnen des Frauen-KZ Ravensbrück. im Aufseherinnenhaus
- Ceija Stojka. Die Sonder-Ausstellung zeigte eine Auswahl von Aquarellen des umfangreichen Schaffens von Stojka nach ihrer Befreiung aus den Konzentrationslagern Auschwitz, Ravensbrück und Bergen-Belsen.
- Christliche Frauen im Widerstehen gegen den Nationalsozialismus …
- Eliane Garreau. Die Französin hinterließ in Schweden Zeichnungen zur Zwangsarbeit, die in der Sonder-Ausstellung vorgestellt wurden

## Veröffentlichungen (Auswahl)
Monografien und Herausgeberschaft von Sammelbänden
- Arbeits- und Lebensbedingungen der Bäuerin in Klein- und Mittelbetrieben: Beitrag zur Lebensweise der Frau auf dem Lande in der Zeit der faschistischen Diktatur des deutschen Imperialismus 1933–1939. Hochschulschrift Berlin, Humboldt-Univ., Landwi.-Gärtn. Fak., Diss. A, 1979 (unveröff. Manuskript)
- mit Wolfgang Jacobeit: Illustrierte Alltagsgeschichte des deutschen Volkes. Urania, Leipzig, Jena, Berlin 1985, ISBN 978-3-332-00006-1.
- mit Lieselotte Thoms-Heinrich: Kreuzweg Ravensbrück: Lebensbilder antifaschistischer Widerstandskämpferinnen. Verlag für die Frau, Leipzig 1987, ISBN 978-3-7304-0087-6.
- Die Grundbedürfnisse Ernährung und Kleidung im Alltag des deutschen Volkes zwischen 1800 und 1945. Hochschulschrift 1990.
- Rita Sprengel: Der Rote Faden. Lebenserinnerungen. Ostpreußen. Weimarer Republik. Ravensbrück. DDR. Die Wende. Herausgegeben von Sigrid Jacobeit. Edition Hentrich, Berlin 1994, ISBN 3-89468-090-3.
- mit Wolfgang Jacobeit: Illustrierte Alltags- und Sozialgeschichte Deutschlands: 1900–1945. Verlag Westfälisches Dampfboot, Münster 1995, ISBN 978-3-929586-38-1.
- mit Elisabeth Brümann-Güdter: Ravensbrückerinnen. Edition Hentrich, Berlin 1995, ISBN 978-3-89468-163-0.
- mit Simone Erpel: „Ich grüsse Euch als freier Mensch“: Quellenedition zur Befreiung des Frauen-Konzentrationslagers Ravensbrück im April 1945. Edition Hentrich, Berlin 1995, ISBN 978-3-89468-164-7.
- mit Grit Philipp (Hrsg.): Forschungsschwerpunkt Ravensbrück: Beiträge zur Geschichte des Frauen-Konzentrationslagers. Edition Hentrich, Berlin 1997, ISBN 978-3-89468-248-4.
- mit Johanna Kootz (Hrsg.): Das Frauenkonzentrationslager Ravensbrück. Quellenlage und Quellenkritik. Fachtagung 1997 Dokumentation/Veranst.: Interdisziplinäre Frauenforschungsgruppe MG Ravensbrück – Freie Universität Berlin (IFFG). Freie Universität Berlin.
- mit Insa Eschebach, Susanne Lanwert (Hrsg.): Die Sprache des Gedenkens. zur Geschichte der Gedenkstätte Ravensbrück 1945–1995. Ed. Hentrich, Berlin 1999, ISBN 978-3-89468-257-6.
- KZ-Gedenkstätten als nationale Erinnerungsorte: zwischen Ritualisierung und Musealisierung. Humboldt-Universität, Berlin 2002, ISBN 978-3-86004-157-4.
- mit Insa Eschebach, Silke Wenk (Hrsg.): Gedächtnis und Geschlecht. Deutungsmuster in Darstellungen des nationalsozialistischen Genozids. Campus, Frankfurt am Main/New York 2002, ISBN 3-593-37053-0.
- Tabu Lagerbordell. Vom Umgang mit der Zwangsprostitution nach 1945. In: Insa Eschebach, Sigrid Jacobeit, Silke Wenk (Hrsg.): Gedächtnis und Geschlecht. Deutungsmuster in Darstellungen des nationalsozialistischen Genozids. Campus, Frankfurt am Main/New York 2002, ISBN 3-593-37053-0.
- mit Ute Mohrmann, Leonore Scholze-Irrlitz: FrauenAlltag im östlichsten deutschen Osten: Eisenhüttenstadt. Reihe: Berliner Blätter: Ethnographische und ethnologische Beiträge, Bd. 47. LIT Verlag, Münster 2008, ISBN 978-3-8258-1674-2.
- Stefan Hördler‚ Sigrid Jacobeit (Hrsg.): Lichtenburg. Ein deutsches Konzentrationslager. Metropol, Berlin 2009, ISBN 978-3-938690-75-8.
- mit Kristin Hahn (Hrsg.): Brennender Stoff. Deutsche Mode jüdischer Konfektionäre vom Hausvogteiplatz. Hentrich & Hentrich, Berlin und Leipzig 2018, ISBN 978-3-95565-275-3.
- mit Wolfgang Jacobeit: Wegstationen: autobiografische Aufzeichnungen über ein Leben zwischen Politik und Geschichte in der Region Fürstenberg/Havel–Ravensbrück: Wolfgang Stegemann. Metropol, Berlin 2020, ISBN 978-3-86331-560-3.
- mit Nicole Hördler: Warum Jungs heute nicht mehr Adolf heißen: was ich schon immer über die Nazi-Zeit wissen wollte. Metropol, Berlin 2020, ISBN 978-3-86331-505-4.
- Hab Sonne im Herzen … Mosaike meines Lebens. Metropol, 2023, ISBN 978-3-86331-726-3.

Aufsätze
- Frauendarstellungen in der „Gartenlaube“ (2. Hälfte 19. Jahrhundert). In: Man and Picture. Papers from The First International Symposium for Ethnological Picture Research in Lund 1984. Edited by Nils-Arvid Bringeus, Lund 1988, S. 201–223.
- Proletarierfrauen in der bildenden Kunst des 19./20. Jahrhunderts. Das Beispiel Hans Baluschek. In: Frauenalltag – Frauenforschung. Beiträge zur 2. Tagung der Kommission Frauenforschung in der Deutschen Gesellschaft für Volkskunde, Freiburg 22.–25. Mai 1988, Frankfurt am Main/Bern/New York/Paris 1988, S. 190–203.
- „… dem Mann Gehilfin und Knecht. Sie ist Magd und Mutter …“. In: LAND-FRAUEN-ALLTAG. Hundert Jahre Lebens- und Arbeitsbedingungen der Frauen im ländlichen Raum, hrsg. von Johanna Werckmeister, Marburg 1989, S. 66–90.
- Die „Anthropologie der nichtbesitzenden Klassen“ von Alfredo Niceforo (1910) als wissenschaftsgeschichtliche Quelle für eine Ethnographie/Volkskunde des Proletariats. In: Beiträge zur Wissenschaftsgeschichte der Volkskunde im 19. und 20. Jahrhundert. Hrsg. von Kai Detlev Sievers, Neumünster 1991, S. 195–205.
- Zwischen patriarchaler Ordnung und Aufklärung (Chronik der Jahre 1650-1750). In: Die Chronik der Frauen. Hrsg. von Annette Kuhn, Dortmund 1992, S. 267–268.
- Gedenken als Kultur. Eine persönliche Niederschrift. In: Spirale der Zeit. Frauengeschichte sichtbar machen. Frauenpolitik und Faschismus. Schriften aus dem Haus der Frauengeschichte, hrsg. von Annette Kuhn/Marianne Hochgeschurz/Monika Hinterberger, Opladen 2010, S. 66–71.
- Dr. sc. Rita Sprengel. In: Brüche und Umbrüche. Frauen, Literatur und soziale Bewegungen. Hrsg. von Magrid Bircken/Marianne Lüdecke/Helmut Peitsch, Potsdam 2010, S. 123–146.
- Edith Sparmann – Lebensstationen einer Ravensbrücker Häftlingsfrau. In: Kulturen des Alterns, Plädoyer für ein gutes Leben. Hrsg. von Harm-Peer Zimmermann/Andreas Kruse/Thomas Rentsch, Frankfurt am Main 2016, S. 249–256.
- An eine Auszuzeichnende. KEIN Abschied. In: Ravensbrück denken. Gedenk- und Erinnerungskultur im Spannungsfeld von Gegenwart und Zukunft. (= Festschrift zum Abschied von Insa Eschebach als Leiterin der Mahn- und Gedenkstätte Ravensbrück), hrsg. von Sabine Arendt und Petra Fank, S. 313–324.

Ausstellungskataloge
- mit Christel Baltes-Löhr (Hrsg.): IMEXPRESSIONEN. Frauen im KZ Ravensbrück. Begleitband zur Wanderausstellung ab Februar 2008, Luxemburg 2008, ISBN 978-2-87964-107-2.
- mit Stefan Hördler (Hrsg.): Dokumentations- und Gedenkort KZ Lichtenburg. Konzeption einer neuen Dauerausstellung für Werkstattgebäude und Bunker. LIT Verlag, Münster 2009, ISBN 978-3-643-10038-2.
- GUTER STOFF. Kleidung im DDR-Alltag. Ein Studienprojekt der Humboldt-Univ. zu Berlin, Institut für Europäische Ethnologie 2014–2015, Leitung Sigrid Jacobeit und Stefan Wolle, Berlin 2014
- mit Stephan Porath: Hunger. Leid. Verbrechen. Tod. KZ-Zwangsarbeit im Außenlager Malchow 1943–1945. Schülerprojekt der Klassenstufe G11 der Fleesenseeschule Malchow, Malchow 2015